# Endiama
A Empresa Nacional de Prospecção, Exploração, Lapidação e Comercialização de Diamantes de Angola E.P., mais conhecida por sua sigla Endiama, é uma empresa de capital misto angolana, que tem por objectivo ser a concessionária nacional dos direitos de mineração de diamantes em todo o território nacional.
A Endiama produziu, em 2010, 8,55 milhões de quilates de diamantes.

## História
A história da Endiama está ligada ao início da exploração dos diamantes em África, numa trajectória iniciada no século XIX, com descoberta, em 1867, dos primeiros diamantes na África do Sul, nas margens do rio Orange, próximo da cidade de Kimberley.
A descoberta dos diamantes sul-africanos faz com que vários exploradores em grupo ou individuais partam em busca de mais áreas com presença de gemas, fazendo com que, em 1912, um grupo liderado por Jonhston e Mac Vey descobrissem sete diamantes no riacho de Mussalala, afluente do rio Chiumbe, na região da Lunda Norte, e; em 4 de setembro do mesmo ano funda-se a Companhia de Pesquisa Mineira de Angola (PEMA).
Em 16 de outubro de 1917 o Estado português autoriza a criação da Companhia de Diamantes de Angola (Diamang), uma empresa de capitais mistos de grupos financiamento de Portugal, Bélgica, Estados Unidos, Reino Unido e África do Sul. Em 6 de junho deste mesmo ano, todos os direitos mineiros de PEMA foram transferidos para a Diamang.
Em 1937 a Diamang dá início ao processo de mecanização da indústria diamantífera em Angola, possibilitando que em 1952 se descobrisse o primeiro quimberlito em Angola, o Camafuca-Camazambo.
É nacionalizada a maior parte do capital da Diamang, através dos decretos nº 61/77, de 24 de agosto de 1977, e nº 255/79, de 11 de dezembro de 1979. Em 15 de janeiro de 1981 as frações nacionalizadas da Diamang tornam-se a Empresa Nacional de Diamantes de Angola (Endiama). O Estado português ainda mantém alguma operação da Diamang entre 1981 e 1988, sob supervisão da empresa mineradora britânica MATS, até ser totalmente dissolvida e vendida à Angola, em 17 de fevereiro de 1988.
Em 1995 a Endiama deixa de ser uma Unidade Económica Estatal, com a aprovação da Lei das Empresas Públicas, passando a operar muito mais como concessionária da exploração mineira no norte do país, fato que obrigava a formação de consórcios com parceiros privados.
Em 2000 a Endiama adere ao Processo de Kimberley, que visa a certificação de diamantes, visando impedir a existência dos diamantes de sangue.
Em 2006 torna-se membro fundador e constituinte, representando Angola, na Associação dos Países Africanos Produtores de Diamantes (ADPA).
Em 2007 o Conselho de Ministros aprova a nova marca da Endiama E.P.

## Operações e participações
A Endiama participa principalmente dos empreendimentos mineiros de Catoca (participação 41% na SMC - Sociedade Mineira de Catoca), Luó (participação minoritária na Sociedade Mineira do Camatchia-Camagico) e nas minas da Sociedade de Desenvolvimento Mineiro (ao longo da sub-bacia do rio Cuango). Ainda detém participação importante na SML - Sociedade Mineira do Lucapa, na Chitotolo - Sociedade Mineira, na mina de diamantes Fucauma, na mina de diamantes Luarica, na mina de Chibongo e na mina de Ietuene.

## Administração e controle acionário
Embora alega-se que empresa seja 100% do Estado angolano, muitas fontes apontam que Isabel dos Santos detenha cerca de 24,5% da empresa. Os parceiros privados da filha do ex-presidente José Eduardo dos Santos, que incluíam negociantes israelitas de diamantes, criaram a Ascorp, registada em Gibraltar.
Os órgãos da sociedade são a Assembleia Geral, a Comissão Executiva e o Conselho Fiscal. O órgão de administração é o Conselho de Administração